# Denis Godeas
Denis Godeas (Cormòns, Provincia de Gorizia, 25 de julio de 1975) es un jugador italiano de fútbol. Se desempeña en la posición de delantero y su actual equipo es la Unione Monfalcone de la Serie D de Italia. 
Godeas es considerado uno de los mayores ídolos de la Triestina de los últimos años. Ha defendido los colores de la sociedad alabardata en cinco etapas diferentes.

## Carrera
| Club          | País         | Año       | PJ  | Goles |
| ------------- | ------------ | --------- | --- | ----- |
| Triestina     | Italia       | 1991-1994 | 9   | 1     |
| Udinese       | Italia       | 1994-1995 | 1   | 0     |
| A.S. Sora     | Italia       | 1995-1996 | 31  | 2     |
| A.C. Prato    | Italia       | 1996-1997 | 32  | 7     |
| Cremonese     | Italia       | 1997-1998 | 24  | 5     |
| A.S. Livorno  | Italia       | 1998      | 11  | 1     |
| Triestina     | Italia       | 1999      | 10  | 7     |
| De Graafschap | Países Bajos | 1999      | 0   | 0     |
| F.C. Treviso  | Italia       | 2000      | 9   | 0     |
| Messina       | Italia       | 2000-2002 | 65  | 24    |
| Calcio Como   | Italia       | 2002      | 12  | 1     |
| A.S. Bari     | Italia       | 2003      | 12  | 1     |
| Triestina     | Italia       | 2003-2006 | 107 | 34    |
| U.S. Palermo  | Italia       | 2006      | 15  | 3     |
| ChievoVerona  | Italia       | 2006-2007 | 5   | 0     |
| Mantova F.C.  | Italia       | 2007-2009 | 100 | 43    |
| Triestina     | Italia       | 2009-2012 | 100 | 28    |
| F.C. Venezia  | Italia       | 2012-2013 | 13  | 4     |
| Calcio Marano | Italia       | 2013      | 0   | 0     |
| Triestina     | Italia       | 2013-2014 | 34  | 17    |
| Monfalcone    | Italia       | 2014-     | 5   | 3     |